# سیارک ۵۸۴۱۸
سیارک ۵۸۴۱۸ (به انگلیسی: 58418 Luguhu، نامگذاری:1996BA4) پنجاه و هشت هزار و چهارصد و هجدهمین سیارک کشف شده‌است که در ۲۶ ژانویه ۱۹۹۶ کشف شد.